# Kazimierz Gąsiorowski (lekarz)
Kazimierz Władysław Gąsiorowski (ur. 12 września 1949, zm. 26 kwietnia 2021) – polski specjalista w zakresie patologii ogólnej i doświadczalnej, profesor nauk medycznych.

## Życiorys
W 1973 ukończył studia patologiczne w Akademii Medycznej im. Piastów Śląskich, w 1977 obronił pracę doktorską O komórkach wielochromosomowych w przeszczepialnych nowotworach zwierzęcych, 17 maja 2002 habilitował się na podstawie rozprawy zatytułowanej Aktywność i mechanizmy działania nowo rozpoznanych związków antymutagennych. 16 czerwca 2015 nadano mu tytuł profesora w zakresie nauk medycznych. Został zatrudniony na stanowisku profesora w Katedrze i Zakładzie Podstaw Nauk Medycznych na Wydziale Farmaceutycznym z Oddziałem Analityki Medycznej Uniwersytetu Medycznego im. Piastów Śląskich we Wrocławiu.
Był profesorem nadzwyczajnym i kierownikiem w Katedrze i Zakładzie Podstaw Nauk Medycznych, oraz dziekanem na Wydziale Farmaceutycznym z Oddziałem Analityki Medycznej Uniwersytetu Medycznego im. Piastów Śląskich we Wrocławiu.
Zmarł 26 kwietnia 2021.

## Odznaczenia i wyróżnienia
- Medal Komisji Edukacji Narodowej[3]
- Tytuł „Strażnika Wielkiej Pieczęci Aptekarstwa Polskiego”[3]
- Medal „Ambasador Farmacji”[3]
- Złoty Krzyż Zasługi[3]